# Eviota saipanensis
Eviota saipanensis es una especie de peces de la familia de los Gobiidae en el orden de los Perciformes.

## Morfología
Los machos pueden llegar a alcanzar los 2,6 cm de longitud total.

## Distribución geográfica
Se encuentra desde el sur de Taiwán hasta República de Palau, Guam y Saipán (Micronesia).

## Observaciones
Es inofensivo para los humanos.